# Quận Tom Green, Texas
Quận Tom Green (tiếng Anh: Tom Green County) là một quận trong tiểu bang Texas, Hoa Kỳ. Quận lỵ đóng ở thành phố San Angelo.6. Theo kết quả điều tra dân số năm  2000 của Cục điều tra dân số Hoa Kỳ, quận có dân số 104.010 người.

## Thông tin nhân khẩu
Theo điều tra dân số 2 năm 2000, đã có 104.010 người, 39.503 hộ gia đình, và 26.783 gia đình sống trong quận. Mật độ dân số là 68 người cho mỗi dặm vuông (26/km ²). Có 43.916 đơn vị nhà ở với mật độ trung bình là 29 cho mỗi dặm vuông (11/km ²). Cơ cấu chủng tộc dân số quận gồm 79,08% người da trắng, 4,13% da đen hay Mỹ gốc Phi, 0,65% người Mỹ bản xứ, 0,86% người châu Á, 0,07% người đảo Thái Bình Dương, 12,82% từ các chủng tộc khác, và 2,39% từ hai hoặc nhiều chủng tộc. 30,71% dân số là người Hispanic hay Latino thuộc chủng tộc nào. 13,2% là gốc Đức, 10,7% người Mỹ, 8,2% gốc còn gốc Ailen 7,2% tổ tiên theo điều tra dân số năm 2000.
Có 39.503 hộ, trong đó 33,00% có trẻ em dưới 18 tuổi sống chung với họ, 52,10% là các cặp vợ chồng sống với nhau, 11,90% có chủ hộ là nữ không có mặt chồng, và 32,20% là không lập gia đình. 27,20% của tất cả các hộ gia đình đã được tạo thành từ các cá nhân và 10,80% có người sống một mình 65 tuổi trở lên đã được người. Bình quân mỗi hộ là 2,52 và cỡ gia đình trung bình là 3,09.
Trong quận, dân số có độ tuổi với 26,10% ở độ tuổi dưới 18, 12,80% 18-24, 27,10% 25-44, 20,60% 45-64, và 13,40% người 65 tuổi trở lên. Tuổi trung bình là 34 năm. Cứ mỗi 100 nữ có 93,70 nam giới. Cứ mỗi 100 nữ 18 tuổi trở lên, đã có 89,90 nam giới.
Thu nhập trung bình cho một hộ gia đình trong quận đã được 33.148 Mỹ kim, và thu nhập trung bình cho một gia đình là $ 39,482. Nam giới có thu nhập trung bình $ 27.949 so với 20.683 $ cho phái nữ. Thu nhập trên đầu cho các quận được $ 17,325. Giới 11,20% gia đình và 15,20% dân số sống dưới mức nghèo khổ, trong đó có 20,20% những người dưới 18 tuổi và 11,80% có độ tuổi từ 65 trở lên.